# Ranzovius crinitus
Ranzovius crinitus är en insektsart som beskrevs av William Lucas Distant 1893. Ranzovius crinitus ingår i släktet Ranzovius och familjen ängsskinnbaggar. Inga underarter finns listade i Catalogue of Life.